# Galciana
Galciana è una frazione del comune di Prato in Toscana, attraversata dal Fosso di Iolo, situata nella zona occidentale della provincia di Prato.

## Storia
Le prime notizie del centro abitato risalgono al VI o VII secolo quando si insediarono i longobardi e iniziò la coltivazione del riso nella zona forse prima paludosa.
La prima fonte scritta sull'esistenza di Galciana risale al 1040. Secondo alcuni cenni storici sembra che la frazione sia la più antica della provincia di Prato. Il quartiere si è successivamente sviluppato intorno alla chiesa di San Pietro.
Insieme a tutto il territorio pratese, Galciana conosce un periodo di notevole sviluppo demografico tra il Trecento e il Cinquecento, grazie alla favorevole collocazione del territorio vicino ai maggiori crocevia del tempo.
Il territorio di Galciana 
è circondato da alcuni piccoli riferimenti toponomastici che hanno una propria storia, identità e riconoscibilità: Borgo Organo, Case Landini, il Paradisino, le Lame, i Trebbi, Valdingole e il Fondaccio.

## Monumenti e luoghi d'interesse

### Chiesa di San Pietro a Galciana
La chiesa di San Pietro a Galciana risale al XII secolo, ed è stata oggetto di restauro ottocentesco. Conserva all'interno dell'abside affreschi del tardo Trecento, opera di Antonio Vite (un redentore benedicente, luminosa figura giovanile, e gli Apostoli), e un ciborio quattrocentesco a tempietto di ambito michelozziano.

### Nuova Chiesa di San Pietro a Galciana
Tra il 1956 e il 1965, alla vecchia chiesa, è stata affiancata l'attuale chiesa parrocchiale, realizzata da Ivo Lambertini con la collaborazione di Primo Saccardi, caratterizzata dalle numerose vetrate di Tito Amodei e dagli spazi liturgici curati dallo scultore pistoiese Iorio Vivarelli nel 1965-66, con un drammatico crocifisso e un originale ciborio.

### Villa Cesare Guasti
La costruzione della villa risale agli inizi del 1600. Nel XIX secolo fu acquistata dallo scrittore e filologo italiano Cesare Guasti.

### La Colombaia
La Colombaia, composta da un corpo allungato e una robusta torre, è stata edificata in epoca medievale. La torre ha una muratura in mattoni e ciottoli di fiume. Il corpo allungato aggiunto, presenta una loggia al primo piano adesso murata.

### Villa Organi o del Dottore
Non è chiara la proprietà originaria della villa. Si ipotizza che fosse della famiglia di Matteo degli Organi, detto Matteo da Prato, celebre organaio pratese del '400. Quest'edificio è oggetto di una leggenda diffusa a Galciana, che narra di una festa interrotta dalla visita del diavolo in persona.

### Villa Baroncelli detta Il Cembalo
È una villa ottocentesca che in passato è stata oggetto di avvenimenti particolari: nel 1917 il padre di famiglia, nonché proprietario della villa, Baroncello Baroncelli uccise i suoi figli. Negli anni successivi, Ferruccio Baroncelli, un discendente, raccontava di aver trovato delle monete di epoca romana nei campi di sua proprietà.

### Casa Fondaccio
Casa Fondaccio è un'antica dimora di origine contadina, edificata in via del Fondaccio intorno al 1820 all'interno della vecchia Tenuta del Fondaccio. Nel corso dei secoli la Tenuta si è ridotta lentamente fino a quasi scomparire ed essere inglobata nell'attuale zona residenziale della parte vecchia della frazione. L'antica dimora ha subito nel tempo diverse ristrutturazioni, in particolar modo dopo la seconda guerra mondiale, quando fu aggiunto il secondo piano mansardato. A tutt'oggi Casa Fondaccio appartiene ai discendenti della famiglia che la fece edificare, nel XIX secolo, a presidio della Tenuta.

### Altro
Il ponticino pedonaleIl ponticino pedonale più noto come "ponticino di Galciana" venne costruito sul fosso di Iolo, alla fine del 1800 per collegare a piedi le due sponde del quartiere, ovvero via sulla Vella e via Valdingole e Fossetto. Distrutto durante la seconda guerra mondiale in seguito a un bombardamento, venne ricostruito negli anni ‘50. Dichiarato inagibile nel 2011, è stato oggetto di una raccolta di firme che ha portato a una ristrutturazione e alla successiva riapertura nel 2019.

## Società

### Tradizioni e folclore

#### Set cinematografici
Nel 1977 Galciana fu il set di alcune scene di Berlinguer ti voglio bene di Giuseppe Bertolucci. Nella pellicola sono riconoscibili le vie storiche della frazione ed il circolo "Renzo degli Innocenti".
Nel 1982 Galciana fu il set di una scena di Madonna che silenzio c'è stasera di Maurizio Ponzi. Nella pellicola si vede uno scorcio del passaggio a livello, un tempo posto in via Ciulli.

#### La processione di Gesù morto del Venerdì Santo
Una manifestazione religiosa del venerdì Santo con processioni in costume.

#### Festa San Pietro Apostolo
Manifestazione dedicata ai festeggiamenti in onore di San Pietro Apostolo patrono di Galciana. L'iniziativa si svolge per un periodo di circa 10 giorni e termina il 29 giugno con una celebrazione pirotecnica.

#### Ospedali
Il quartiere di Galciana ospita dal settembre 2013 il nuovo Ospedale di Prato che è situato tra l'abitato di Galciana a sud e la ferrovia a nord, delimitato ad est da via Becherini ed a ovest da via Ciulli.

## Cultura

### Biblioteca comunale circoscrizione Prato Ovest
La Biblioteca della Circoscrizione Ovest, comunemente conosciuta come Biblioteca di Galciana, appartiene alla rete bibliotecaria urbana del Comune di Prato, coordinata dalla Biblioteca comunale "A. Lazzerini" e possiede circa 15000 documenti

### Filarmonica G. Puccini
Nel 1856 venne fondata la banda musicale A. Boito in onore del noto compositore italiano. Dopo un periodo di inattività, fu ricostituita nel 1979 con l'attuale nome di Filarmonica G. Puccini e dal 1990 fa parte del Comitato Cittadino Attività Musicali e più recentemente si è iscritta all'associazione nazionale Anbima (Associazione Nazionale delle Bande Italiane Musicali Autonome).

### Teatro di Galciana
Il teatro di Galciana è un teatro di performance d'arte costruito nell'ex cinema dell'abitato che si chiamava "Nuovo Cinema". Il teatro si trova in Via Girolamo Frescobaldi, 10

## Infrastrutture e trasporti

### Autostrade
La frazione è collegata alla rete autostradale nazionale tramite L'autostrada A11, nota anche come Firenze-Mare, tramite lo svincolo di Prato ovest.

### Ferrovie
Il quartiere è collegato al sistema ferroviario nazionale tramite la Stazione di Prato Borgonuovo. Il tratto è servito dalla Autolinee Toscane tramite la linea 3+.

## Cucina

### Mortadella di Prato
I primi documenti noti al riguardo risalgono al 1733. Quasi scomparsa all'epoca del secondo dopoguerra, è stata rilanciata a partire dagli anni '90 da parte di un salumificio di Galciana che le diede rapida diffusione. La ricetta originale è stata modificata, all'inizio del millennio, da un salumificio di Prato, unico produttore a livello provinciale, per renderla più adeguata ai gusti contemporanei. Si abbina ai fichi, preferibilmente di varietà dottato di Carmignano, al miele, ai carciofini all'olio, con pecorino stagionato e alla "bozza" pratese, un tipico pane locale.
Presidio Slow Food dal 2000, ha acquisito il marchio IGP dal febbraio 2016.

### Riso in brodo di carne con uovo benedetto sbriciolato
Il giorno della Pasqua, in genere a pranzo, secondo la tradizione viene preparato riso in brodo di carne con un uovo benedetto sbriciolato. La mattina di Pasqua le uova, tipicamente di gallina, vengono immerse in acqua bollente con le loro conchiglie integre e cotte in modo tale che l'albume e il tuorlo si solidifichino. Successivamente vengono portate in chiesa per la messa e, una volta benedette, vengono sgusciate e sbriciolate all'interno di una scodella e successivamente viene aggiunto il riso in brodo di carne. Elemento distintivo della ricetta galcianese, rispetto ad altri piatti simili, sta nel fatto che l'uovo deve essere "spiaccicato" con una forchetta nel piatto.

## Sport

### Calcio
La principale squadra di calcio del quartiere è la S.S.D. Galcianese, fondata nel 1952 sulle ceneri della "Gioventù Nuova" di Prato. Il periodo di maggiore successo della società è stato negli anni '50, con la partecipazione al campionato di Prima Divisione, fino agli inizi degli anni '60.
Negli anni a seguire si succedono promozioni in Prima Categoria e retrocessioni in Seconda Categoria. Nel giugno del 2017, piazzandosi come seconda classificata nel girone D del campionato di Seconda Categoria della Toscana, chiede ed ottiene il ripescaggio in Prima Categoria. Dal campionato 2017-18 è stata inserite nel girone B della Toscana.
La Galcianese disputa le sue partite interne presso lo Stadio Comunale Luca Conti.